# La Raya, Mazatlán Villa de Flores
La Raya är en ort i Mexiko.   Den ligger i kommunen Mazatlán Villa de Flores och delstaten Oaxaca, i den sydöstra delen av landet, 280 km sydost om huvudstaden Mexico City. La Raya ligger 1 675 meter över havet och antalet invånare är 232.
Terrängen runt La Raya är bergig söderut, men norrut är den kuperad. Runt La Raya är det ganska tätbefolkat, med 75 invånare per kvadratkilometer. Närmaste större samhälle är Huautla de Jiménez, 10,5 km nordost om La Raya. I omgivningarna runt La Raya växer i huvudsak städsegrön lövskog.